# Оглядова платформа Гулунся
Оглядова платформа Гулунся (кит.: 峡玻璃大峡谷), відома також, як Юньтянь Боба (кит.: 云天玻霸) — оглядовий майданчик, розташований в ущелині Гулунся (кит.: 古龙峡), повіт Ціньсінь (кит.: 清新), міський округ Цін'юань (кит.: 清遠), провінція Гуандун, КНР. Консольна-підвісна сталева конструкція, що складається з двох паралельних скляних доріжок, які закінчуються круглим панорамним майданчиком.
Оглядова платформа разом зі скляним мостом через ущелину Гулунся є складовою національного туристично-розважального комплекса в лісовому масиві, відомому мальовничими ландшафтами, субтропічними джунглями, каскадом водоспадів та міжнародним центром рафтінга. Дном ущелини, що має 6063 м довжини і падіння 378 м, тече річка. Загальна довжина каскаду водоспадів 610 м, загальний перепад 263 м, найбільший з них, Ваньчжан, падає з висоти 131 м.
Будівництво комплексу, включно з оглядовою платформою, розпочате 2015 року тривало три роки. Скляний міст (загальна довжина 329 метрів, середня ширина 3,8 і максимальна ширина 6 м) та скляна платформа лежать майже в одній площині на висоті 1314 метрів над рівнем моря та 202 метри над дном ущелини. Винос платформи від скелі становить 72 м, що зафіксовано як світовий рекорд серед скляних підвісних конструкцій на дату початку експлуатації споруди, 28 червня 2018 року. Діаметр платформи, розташованої безпосередньо над великим водоспадом Ваньчжан, — 16 м. Підлога виконана з тришарових загартованих надпрозорих скляних панелей товщиною 4,5 см, і розрахована на навантаження понад 20 тонн. Коефіцієнт пропускання світла скляних панелей становить 99,15 %.
Туристичний департамент повіту Ціньсінь витратив на будівництво скляного комплексу 238 млн юаней (близько 37,38 млн доларів) та сподівається досягти найвищого рейтингу регіону в галузі туризму.